# Kyrösjärvi (sjö i Kuortane, Södra Österbotten)
Kyrösjärvi är en sjö i kommunen Kuortane i landskapet Södra Österbotten i Finland. Sjön ligger 108,4 meter över havet. Den är 1 meter djup. Arean är 60 hektar och strandlinjen är 5,91 kilometer lång. Sjön  ingår i Lappo å huvudavrinningsområde.   Den ligger omkring 33 kilometer öster om Seinäjoki och omkring 290 kilometer norr om Helsingfors. 
I sjön finns ön Heinisaari. 